# Assassinato de Indira Gandhi

Indira Gandhi sendo velada após ser assassinada

O assassinato de Indira Gandhi, a primeira-ministra da Índia, ocorreu às 9h30 de 31 de outubro de 1984 em sua residência em Safdarjung Road, Nova Déli. Gandhi foi morta por dois de seus seguranças, integrantes da seita sique, durante o rescaldo da Operação Estrela Azul, o ataque realizado pelo Exército indiano contra o Templo Dourado, deixando o templo fortemente danificado e resultando na morte de centenas de militantes siques.
Gandhi foi assassinada por Satwant Singh e Beant Singh. Beant, que trabalhava há dez anos como segurança da primeira-ministra, foi morto no mesmo dia por outros seguranças, enquanto que Satwant foi condenado à pena de morte, sendo executado em janeiro de 1989. Após o assassinato de Gandhi, siques foram perseguidos e mortos pela população revoltada, principalmente pelos hindus, e o filho de Gandhi, Rajiv Gandhi, assumiu a chefia do governo.

## Operação Estrela Azul
A Operação Estrela Azul teve um grande impacto na política da Índia, já que muitos jovens siques se juntaram ao movimento separatista Calistão. Indira Gandhi era impopular entre ossiques devido ao seu papel na operação, que destruiu e danificou partes do Akal Takht e causou várias baixas entre os militantes siques. O grupo também ficou ofendido com a suposta entrada de membros do exército usando botas no complexo do templo e a suposta destruição de escrituras e manuscritos siques na biblioteca do templo, que pegou fogo devido a explosivos usados durante a operação. Tais alegações e outros rumores levaram a uma atmosfera de desconfiança em relação ao governo e terminaram em uma conspiração para assassinar Gandhi, ocorrido cerca de quatro meses após a conclusão da operação.
A percepção de ameaça à vida de Gandhi aumentou após a operação. Assim, os siques foram removidos de sua guarda pessoal pelo Intelligence Bureau devido ao medo de assassinarem-a. No entanto, Gandhi tinha a opinião de que isso reforçaria sua imagem antissique entre o público e fortaleceria seus oponentes políticos, ordenando ao Grupo de Proteção Especial que restabelecesse seus seguranças siques, incluindo Beant Singh, considerado seu guarda-costas de maior confiança. O outro segurança sique, Satwant Singh, tinha 22 anos de idade ao assassinar Gandhi, trabalhando como seu segurança apenas cinco meses antes do assassinato.

## Assassinato

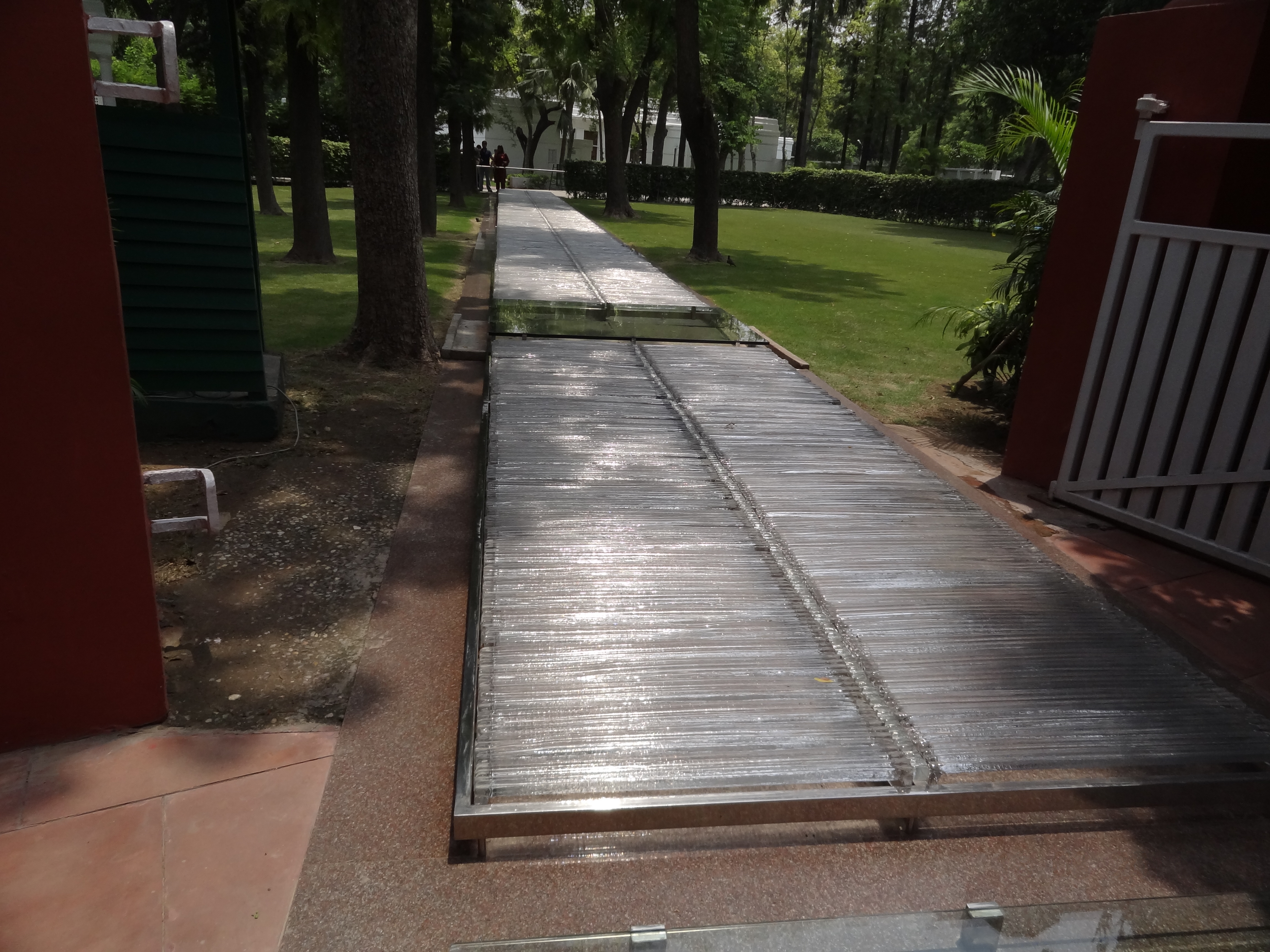
Na imagem acima, o local onde Gandhi foi assassinada está marcado por uma abertura de vidro

Por volta das 9h20 de 31 de outubro de 1984, Gandhi estava saindo de casa para ser entrevistada pelo ator britânico Peter Ustinov, que estava filmando um documentário para a televisão irlandesa. Gandhi estava caminhando pelo jardim da Residência Oficial da Primeira-Ministra, em Nova Déli.
Ao passar por um portão em que estavam Satwant Singh e Beant Singh, os dois homens abriram fogo contra Gandhi. Beant disparou três rodadas contra o abdômen de Gandhi com seu revólver .38, e então Satwant disparou 30 rodadas de sua submetralhadora Sterling depois que a primeira-ministra caiu no chão. Os dois homens então largaram as armas e Beant disse: "Eu fiz o que tinha que fazer. Você faz o que você quer fazer."
Nos seis minutos seguintes aos disparos contra Gandhi, os policiais Tarsem Singh Jamwal e Ram Saran capturaram e mataram Beant Singh. Satwant Singh foi preso pelos outros guarda-costas de Gandhi junto com um cúmplice que tentava escapar; Satwant foi enforcado em 1989 com o cúmplice Kehar Singh.

## Morte

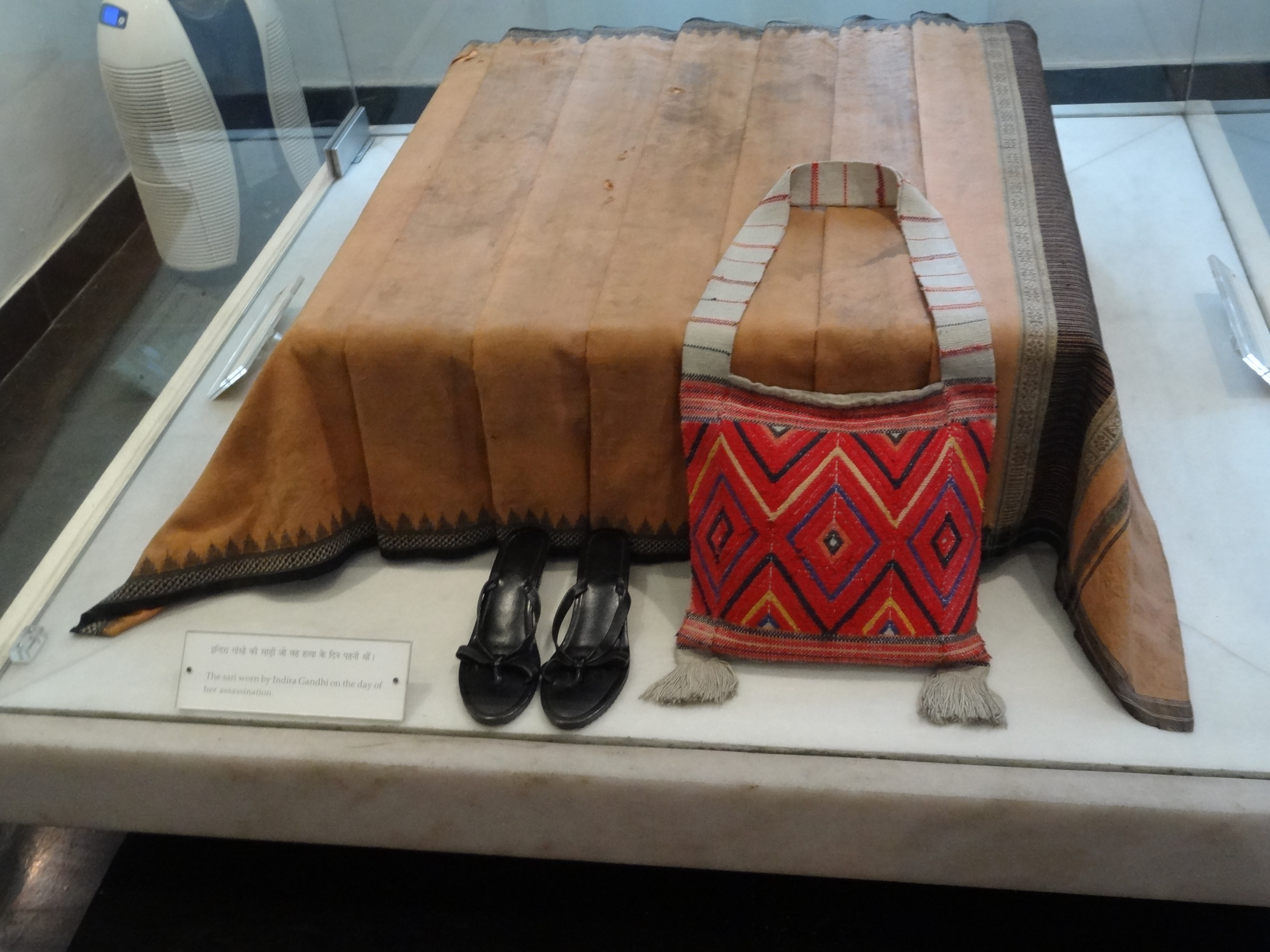
A roupa usada por Gandhi no momento de seu assassinato, preservadas no Museu Memorial Indira Gandhi, em Nova Déli

Gandhi foi levada dentro de um veículo militar ao Instituto de Ciências Médicas da Índia, em Nova Déli, às 9h32. Ela sangrava em profusão, chegando ao hospital sem respiração, pulso e com as pupilas dilatadas. Ainda assim, os médicos a operaram, ligando seu coração e um pulmão artificiais enquanto a equipe, composta por 12 médicos, buscou durante três horas restabelecer seus sinais e retirar as balas alojadas em seu tórax. Tais tentativas foram infrutíferas e Gandhi foi declarada morta às 14h23.
A autópsia foi conduzida por uma equipe de médicos liderada por Tirath Das Dogra, que afirmou que 30 balas de uma submetralhadora Sterling e de um revólver haviam atingido Gandhi. Os assassinos dispararam 33 balas contra ela, dos quais 30 haviam atingido; 23 passaram pelo seu corpo, enquanto sete permaneciam no interior.
O corpo de Gandhi foi levado em uma carruagem de artilharia pelas estradas de Déli na manhã de 1 de novembro para Teen Murti Bhavan, a residência oficial do chefe de governo, onde seu pai estava sepultado. Ela foi cremada em 3 de novembro perto do Raj Ghat, um memorial para Mahatma Gandhi, em uma área chamada Shakti Sthal. Seu filho mais velho e sucessor Rajiv Gandhi acendeu a pira.

## Rescaldo
Nos quatro dias seguintes, milhares de siques foram mortos em violência retaliatória.
A Comissão de Justiça Thakkar (chefiada pelo juiz Manharlal Pranlal Thakkar) foi criada para investigar o assassinato de Gandhi, recomendando uma investigação separada envolvendo as acusações de conspiração por trás do assassinato. O relatório produzido pela comissão afirmou que havia a possibilidade de R. K. Dhawan ter sido cúmplice na conspiração.
O filme Kaum De Heere destacou o papel e as vidas dos dois seguranças que assassinaram Gandhi. Previsto para ser lançado em 22 de agosto de 2014, o filme acabou sendo proibido pelo governo indiano.